# Чагар-Чешме (дегестан)
Чагар-Чешме (перс. چهارچشمه) — дегестан в Ірані, у бахші Камаре, в шагрестані Хомейн остану Марказі. За даними перепису 2006 року, його населення становило 6852 особи, які проживали у складі 1763 сімей.

## Населені пункти
До складу дегестану входять такі населені пункти:
- Ашмесіян
- Барфіян
- Борджак
- Дарре
- Дарре-Ґарм
- Дег-Молла
- Джавадіє
- Доманей
- Емамзаде-Абдолла
- Каземабад
- Калье-Бабу
- Калье-є Гаджі-Шафі
- Каманкеш
- Ловз-Дар
- Мазрае-є Касем
- Маккан
- Мегдіабад
- Меграбад
- Полулі
- Сук-Казкан
- Фаркас
- Халілабад
- Чагар-Чешме
- Чака-Сейф-оль-Дін